# Madhouse (film, 1981)
Pour l’article homonyme, voir Madhouse.
Pour plus de détails, voir Fiche technique et Distribution.
Madhouse, également connu sous le titre There Was a Little Girl, est un giallo américano-italien réalisé par Ovidio G. Assonitis et sorti en 1981.

## Synopsis
Le film s'ouvre sur deux jumelles, l'une assise dans un fauteuil à bascule et bercée par l'autre. Soudain, la fille qui berce la chaise s'arrête momentanément et frappe le visage de la fille dans la chaise à bascule jusqu'à ce qu'elle perde connaissance.
Julia Sullivan est une jeune institutrice pour enfants sourds vivant à Savannah, en Géorgie. Elle garde d'horribles souvenirs de son enfance, marquée par le sadisme de sa sœur jumelle Mary. À la demande de son oncle James, un prêtre catholique local, Julia rend visite à Mary, atteinte d'une grave maladie de peau, dans un établissement psychiatrique. La rencontre ne se passe pas bien et Mary jure de faire souffrir Julia « comme elle a souffert ».
À l'approche de leur anniversaire commun, Julia apprend que Mary s'est échappée de l'hôpital psychiatrique. Peu après, plusieurs amis et voisins de Julia commencent à mourir de façon horrible dans la maison qu'elle habite - certains impliquant un mystérieux chien Rottweiler qui attaque ses victimes, les massacrant jusqu'à ce que mort s'ensuive. L'un des étudiants de Julia, Sasha Robertson Jr, est tué dans un parc par le Rottweiler un après-midi.
Pendant ce temps, Julia est de plus en plus inquiète à l'idée que quelqu'un — peut-être Mary — se cache à l'intérieur de la grande maison qu'elle habite. Un soir, alors qu'elle est déposée par Sam Edwards, son petit ami psychologue, elle voit une lumière s'allumer au deuxième étage de la maison, mais n'y trouve personne. Helen, l'amie de Julia, lui propose de passer la nuit avec elle. Au milieu de la nuit, elle est attaquée par le rottweiler qui se trouve dans l'escalier ; le chien l'attaque et la tue en lui déchirant la gorge. Julia se réveille le lendemain matin et découvre qu'Helen a disparu. Comme il n'y a aucune preuve de l'attaque, Julia suppose qu'elle est rentrée tôt chez elle. Sam lui rend visite et lui annonce qu'il est contraint d'effectuer un voyage d'affaires à San Francisco à l'occasion de l'anniversaire de Julia.
Plus tard dans la journée, le père James transporte des affaires dans le sous-sol de la maison de Julia. La propriétaire, Amantha Beauregard, passe par là et lui propose de l'aider à porter un gros sac ; il lui dit qu'il organise une fête d'anniversaire surprise pour Julia. Une fois au sous-sol, Amantha se rend compte qu'elle vient d'aider James à transporter un cadavre ; il la poursuit alors dans la maison et la poignarde à mort dans le grenier.
Le lendemain, jour de l'anniversaire de Julia, James la retrouve après le travail et l'emmène chez elle, en lui bandant les yeux pour lui faire une surprise. Dans la cave, il enlève le bandeau, révélant une table garnie de cadavres (dont Helen et Amantha). Lorsqu'elle tente de s'échapper, Julia est confrontée à Mary et est ramenée au sous-sol pour y être ligotée. James poignarde Mary peu après. Pendant ce temps, le taxi de Sam pour l'aéroport est bloqué par une crevaison. Lorsqu'il perd le texte du discours qu'il devait faire, il doit retourner à la maison pour en obtenir une copie et il est attaqué par le rottweiler. Le chien tente de forcer une porte, mais Sam parvient à le tuer en lui enfonçant une perceuse électrique dans la tête.
Au sous-sol, Sam parvient à libérer Julia, qui assassine ensuite son oncle James en lui assénant plusieurs coups de hachette. Alors que Julia est assise dans les escaliers de la cave, Mary revient brièvement à la vie et tente d'étrangler Julia ; dans son dernier souffle, Mary prévient que Julia « ne sera jamais libre ». Le film se termine sur les pleurs de Julia et une citation de George Bernard Shaw.

## Fiche technique
- Titre original italien : Madhouse
- Réalisation : Ovidio G. Assonitis
- Scénario : Ovidio G. Assonitis, Stephen Blakeley, Peter Sheperd, Roberto Gandus
- Photographie : Roberto D'Ettorre Piazzoli
- Montage : Angelo Curi
- Musique : Riz Ortolani
- Décors : Stefano Paltrinieri
- Production : Ovidio G. Assonitis, Peter Shepherd
- Société de production : Overseas FilmGroup
- Format : couleurs - 2,35:1 - son Dolby - 35 mm
- Pays de production :  Italie -  États-Unis
- Langue originale : anglais
- Durée : 93 minutes
- Genre : giallo, film d'épouvante
- Date de sortie :
  - Italie : 4 mars 1981
  - États-Unis : 19 août 1983

## Distribution
- Trish Everly : Julia Sullivan
- Michael Macrae : Sam Edwards
- Dennis Robertson : Padre James
- Morgan Hart : Helen
- Allison Biggers : Mary Sullivan
- Edith Ivey : Amantha Beauregard
- Richard Baker : Sasha Robertson Jr.
- Don Devendorf : Principal
- Jerry Fujikawa : Mr. Kimura

## Production
Le film a été tourné à Savannah, en Géorgie, dans la célèbre maison Kehoe, qui a la réputation d'être hantée. Le budget du film était d'environ 2 millions de dollars.
Le titre du film fait référence au poème There Was a Little Girl de Henry Wadsworth Longfellow :
« There was a little girl who had a little curl, right in the middle of her forehead. When she was good, she was very, very good, and when she was bad, she was horrid. »
« Il y avait une petite fille qui avait une petite boucle au milieu du front. Quand elle était gentille, elle était très, très gentille, et quand elle était méchante, elle était horrible. »

## Exploitation
Madhouse est sorti en salles sous le titre There Was a Little Girl en Italie le 4 mars 1981, puis en Allemagne de l'Ouest en novembre 1981 par l'intermédiaire de Warner Bros., qui détenait les droits de distribution du film sur les marchés européens.